# Куданкулам
Куданкулам — місто в окрузі Каньякумарі в штаті Таміл Наду, Індія. Це 20 км на північний схід від Каньякумарі, 30 км від Нагеркоїл, 70 км від Тірунелвелі та близько 105 км від Тіруванантапурам.
Місто відоме як місце будівництва Куданкуламської атомної електростанції. Тут також знаходяться сотні вітряків, які використовуються для виробництва електроенергії, вісім із яких знаходяться на території атомної станції. Ці вітрові турбіни мають загальну потужність 2000 МВт і являють собою одну з найбільших вітрових електростанцій в Індії.
З початку 2011 року Куданкулам був втягнутий у суперечку щодо атомної станції через побоювання щодо безпеки станції.